# 密鐵拉縣
密鐵拉縣為緬甸曼德勒省轄下的縣，其區域面積為5,779.5平方公里，2014年人口881,530人。該縣下分4個鎮區。密鐵拉為該縣之首府。

## 鎮區
以下為密鐵拉縣的鎮區：
- 默萊鎮（Mahlaing Township）
- 密鐵拉鎮（Meiktila Township）
- 達西鎮（Thazi Township）
- 文敦鎮（Wundwin Township）